# Can Arat
Can Arat (Istanboel, 21 januari 1984) is een oud-Turkse voetballer.

## Biografie
Can Arat is geboren in Kadıköy, de plaats waar ook het stadion van Fenerbahçe, het Şükrü Saracoğlu Stadion zich bevindt. Dat is voor veel Fenerbahçe supporters een heilige plaats. Can Arat is dan ook een Fenerbahçe-fan in hart en nieren.
Nadat de speler de jeugdafdelingen van de club doorliep, maakte hij vanaf het seizoen 2001/2002 deel uit van het eerste elftal van Fenerbahçe. Met zijn afmetingen, 1.91 m en 87 kg was hij een ideale verdediger. Hij kon zowel centraal als links van de verdediging uit de voeten. Aan het begin van het seizoen 2006/2007 had Arat nog een basisplaats, maar door de komst van de verdedigers Edu Dracena en Diego Lugano raakte hij zijn basisplaats kwijt. Can Arat speelde op huurbasis bij  Sivasspor en Karşıyaka. Na Fenerbahçe speelde Arat nog bij Istanbul BB, Antalyaspor en Sarıyer totdat hij in 2017 met pensioen ging.

## Interlandcarrière
Can Arat heeft 4 interlands gespeeld (0 doelpunten).

## Clubs
| Seizoen | Club        | Competitie | Wedstrijden | Doelpunten |
| ------- | ----------- | ---------- | ----------- | ---------- |
| 2002/03 | Fenerbahçe  | Süper Lig  | 2           | 0          |
| 2003/04 | Fenerbahçe  | Süper Lig  | 0           | 0          |
| 2004/05 | → Sivasspor | TFF 1. Lig | 0           | 0          |
| 2005/06 | Fenerbahçe  | Süper Lig  | 3           | 0          |
| 2006/07 | Fenerbahçe  | Süper Lig  | 9           | 0          |
| 2007/08 | Fenerbahçe  | Süper Lig  | 5           | 0          |
| Totaal  | Totaal      | Totaal     | 47          | 0          |